# Анна Савойська
А́нна Саво́йська (1306—1365) — візантійська імператриця, регентка.

## Життєпис
Походила з Савойської династії. Донька Амадея V, графа Савойї, та Марії Брабантської. Народилася у 1306 році, отримавши ім'я Джованна. У 1323 році втратила батька, опинившись під опікою брата Едуарда I. У цей час посилюються дипломатичні контакти між Савойським графством і Візантією з метою підтримки Палеологів у маркізаті Монферрат. У 1326 році Джованна була видана заміж за візантійського співімператора Андроніка III, прийняла православ'я, змінивши ім'я на Анна.
Мешкала певний час з чоловіком в Адріанополі. У 1328 році Андронік III повалив свого діда—імператора Андроніка II й став одноосібним володарем Візантії. Весь час правління намагалася впливати на політичні рішення, підтримуючи прозахідну політику.
У 1341 році після смерті Андроніка III була оголошена регенткою при малолітньому синові-імператорові Іоанні V. Проте за заповітом імператора цивільну адміністрацію очолив Іоанн Кантакузин. Між імператрицею та Контакузином майже з самого початку виник конфлікт. Імператриця запідозрила його в змові — маєтки регента було конфісковано, його друзі та близькі опинилися у в'язниці, а він, оголошений зрадником, уникнув небезпеки, заховавшись у своєму рідному місті Дідімотіка. Там, 26 жовтня 1341, прихильники проголосили Іоанна Кантакузина імператором. Почалася війна, що тривала шість років. Анна Савойська опиралася на партію зилотів на чолі з Олексієм Апокавком. Союзником регентки стала Болгарія, а Кантакузина — Сербія. У 1343 році регентка спрямувала посланців до папи римського Климента VI щодо згоди на унію між католицькою і православною церквою. Також Анна намагалася отримати підтримку Венеції. Тоді Кантакузин отримав допомогу від Орхана I, бея Османської держави, та Умуру, бея Айдина. Зрештою Анна Савойська і Олексій Апокавк зазнали поразки. У відповідь Анна найняла турків з бейліка Сарухан, але ті спустошили Фракію та околиці Константинополя, не забажавши воювати з Кантакузиним. Скориставшись з цього, генуезці захопили Хіос, а спроби їх відбити спричинили конфлікт з Генуезькою республікою. 1347 року Іоанн Кантакузин увійшов до Константинополя, де його змушено визнали співправителем неповнолітнього імператора Іоанна V Палеолога та одночасно його регентом.
Після втрати влади Анна Савойська деякий час мешкала в Константинополі, але у 1351 році перебралася до Фессалонік, де мала власний двір і скарбницю. Згодом прийняла чернецтво під ім'ям Анастасія. Померла в монастирі 1356 року. Перепохована в Константинополі.

## Родина
Чоловік — Андронік III Палеолог, візантійський імператор.
Діти:
- Марія-Ірина (1327 — після 1356), дружина Михайла Асена IV, співцаря Болгарії
- Іоанн (1332—1391), імператор
- Михайло (1337 — після 1370), деспот
- Ірина-Марія (1384 — д/н), дружина Франческо I Гаттілузіо, з генуезького роду сеньйорів Лесбоса Гаттілузіо.